# 球穗薹
球穗薹（学名：Carex oxyandra），又名南投薹，为莎草科薹草属下的一个种。

## 扩展阅读
- 維基物種上的相關：球穗薹